# Surianovité
Surianovité (Surianaceae) je čeleď dvouděložných rostlin z řádu bobotvaré (Fabales). Jsou to dřeviny s jednoduchými nebo zpeřenými, střídavými listy a pravidelnými pětičetnými květy. Čeleď zahrnuje 5 druhů ve 4 rodech a je rozšířena v tropech Starého i Nového světa. Nejvíce druhů je v Austrálii. Některé druhy mají význam v medicíně nebo se těží pro dřevo.

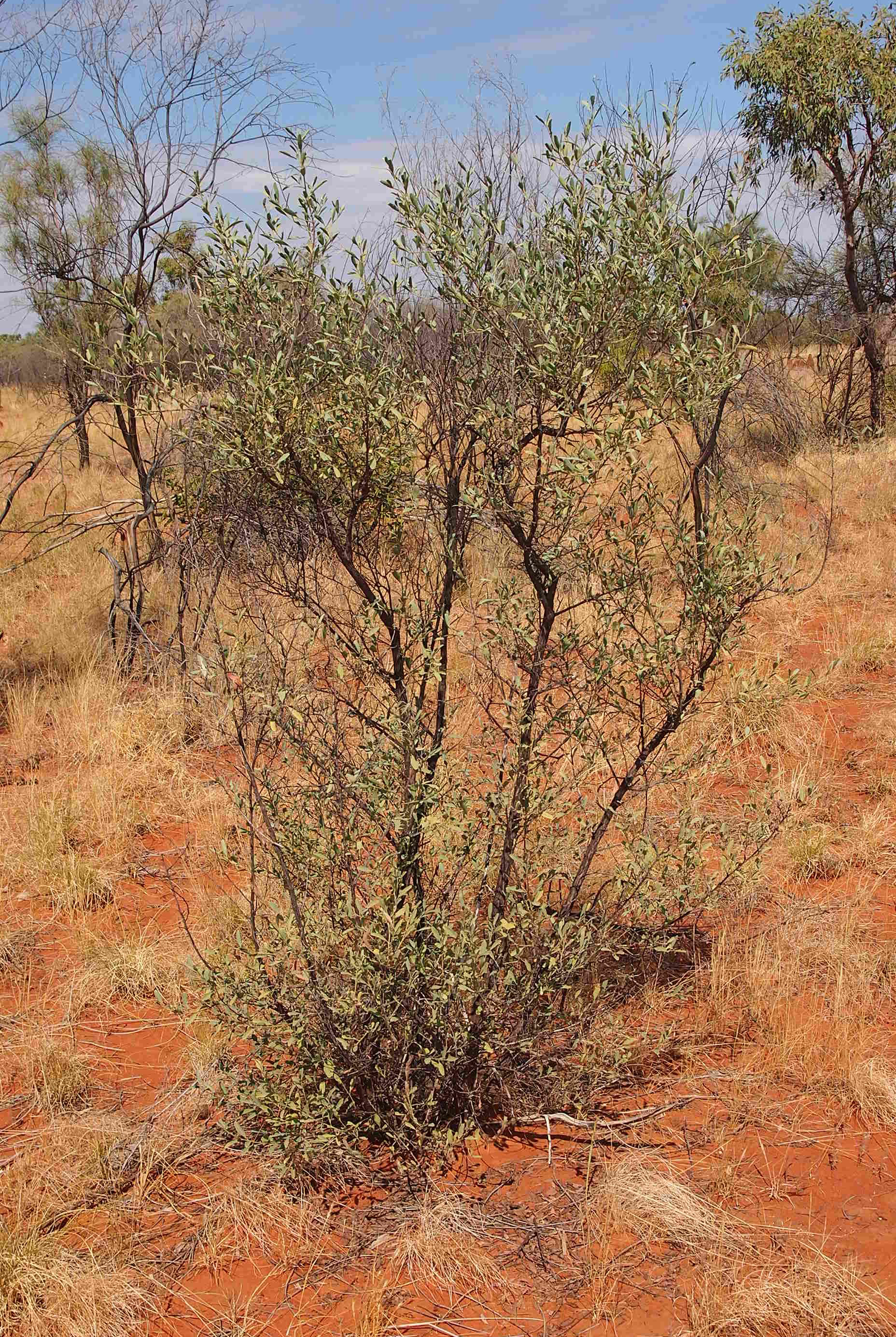
Keř Stylobasium spathulatum

## Popis
Zástupci čeledi jsou keře a malé stromy se střídavými listy bez palistů nebo s drobnými prchavými palisty. Listy jsou jednoduché. Monotypický rod Suriana má listy nahloučené na koncích větví. Květy jsou pravidelné, většinou oboupohlavné, pětičetné, v úžlabních či vrcholových, vrcholíkovitých nebo latovitých květenstvích. Výjimečně jsou květy jednotlivé, úžlabní. Kalich i koruna jsou složeny z 5 lístků, koruna je volná, kališní lístky jsou na bázi srostlé. Tyčinek je 10 a jsou volné.
Gyneceum je svrchní apokarpní, složené ze 2 až 5 volných plodolistů se 2 vajíčky. Čnělky jsou volné a vyrůstají z báze plodolistů. Plodem je souplodí jednosemenných peckovic nebo oříšků).

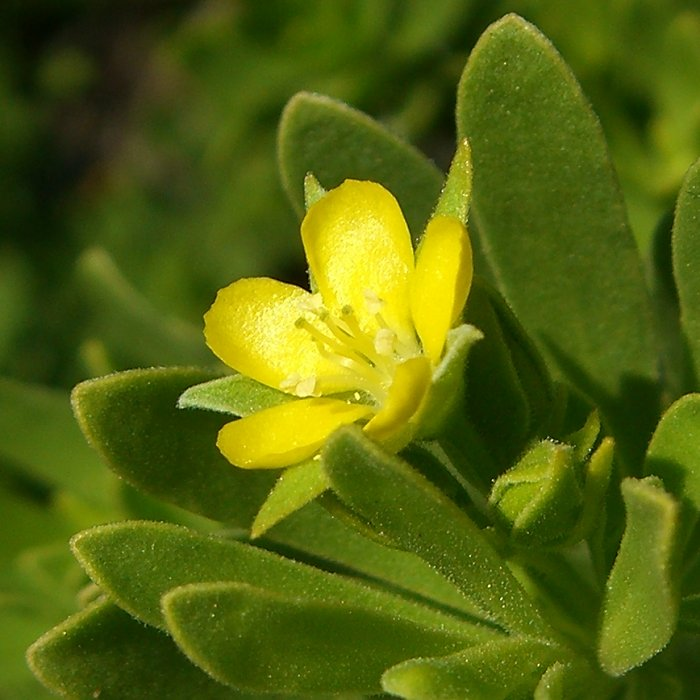
Detail květu Suriana maritima
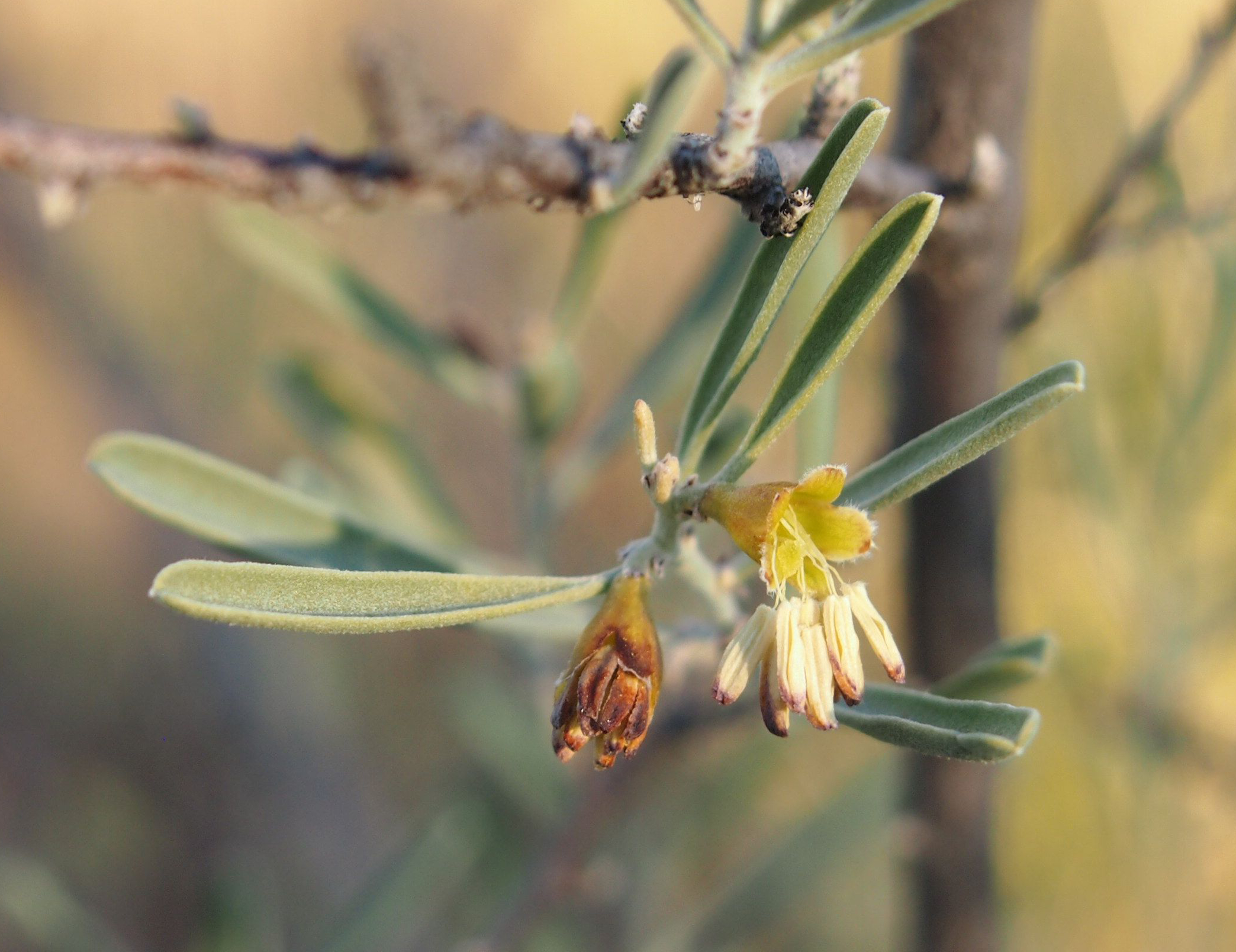
Květy Stylobasium spathulatum
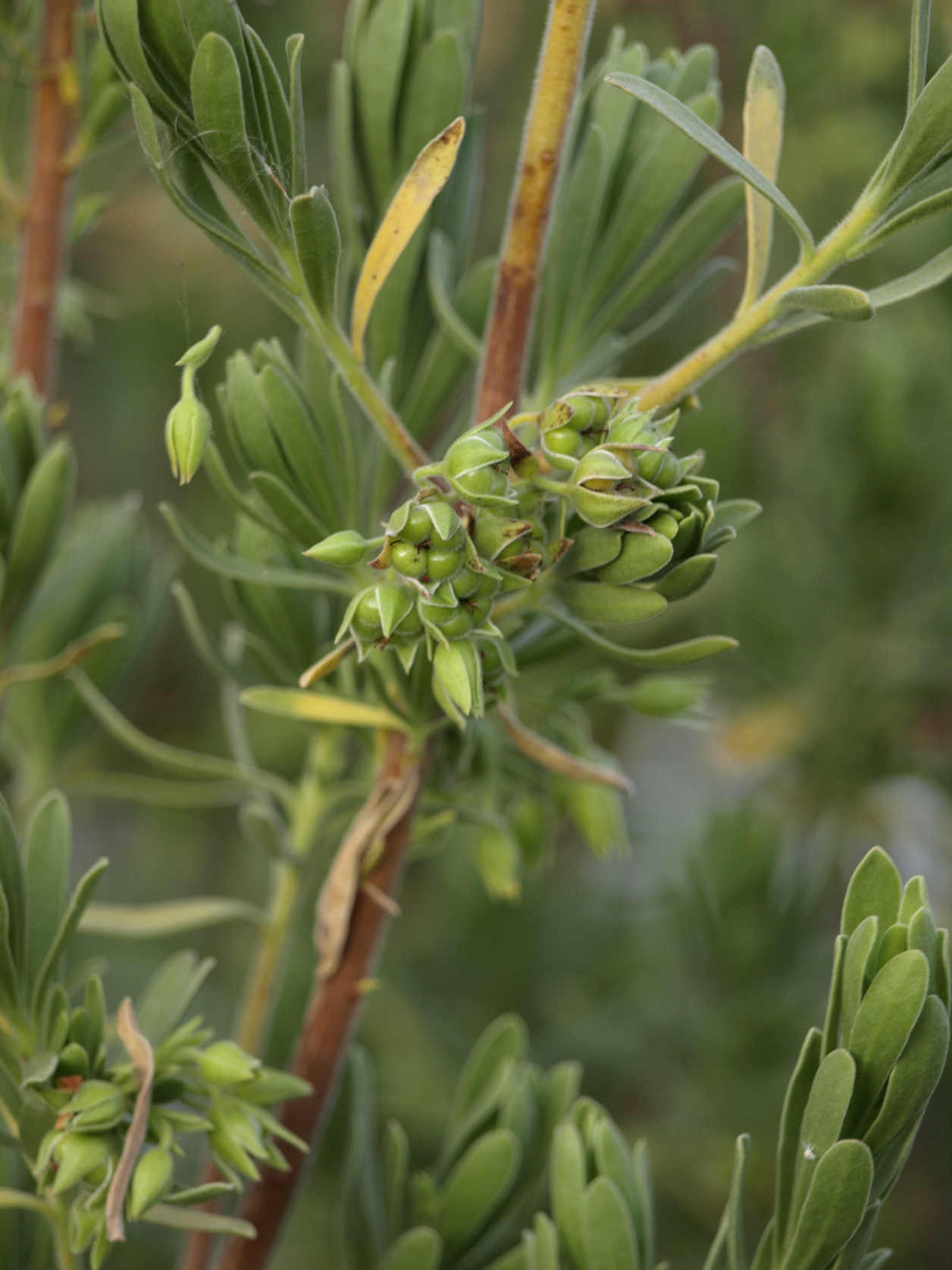
Plody Suriana maritima
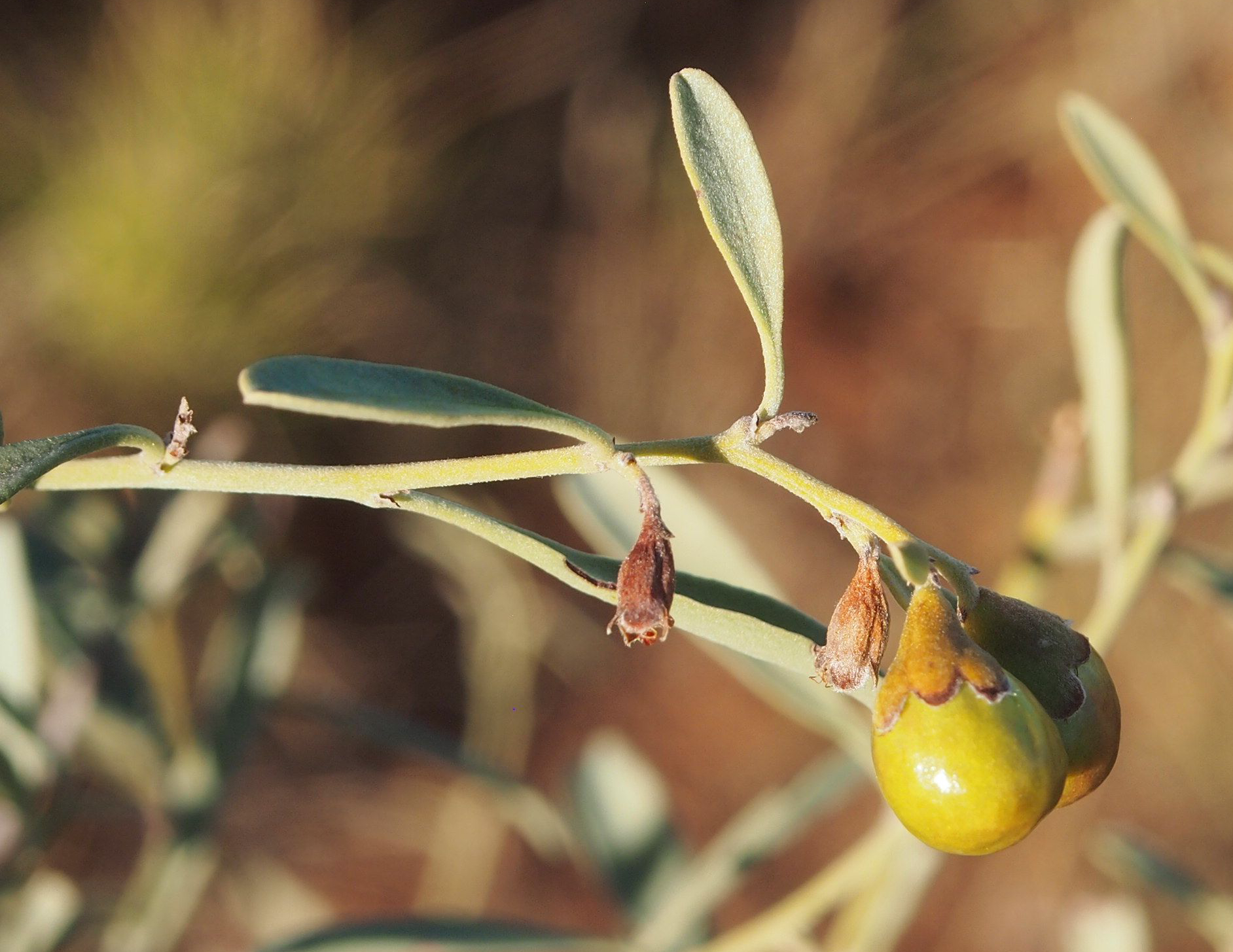
Plody Stylobasium spathulatum

## Rozšíření

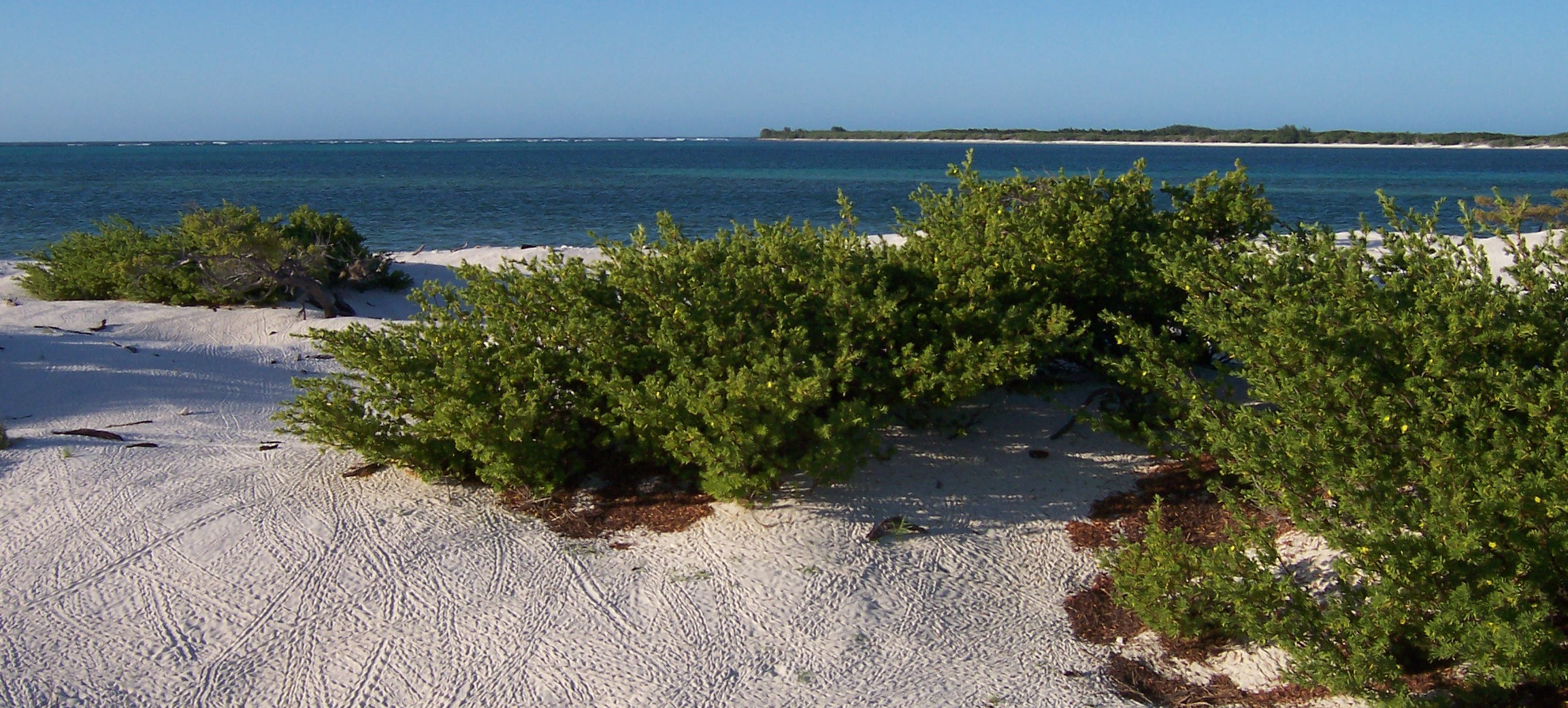
Porost Suriana maritima

Čeleď surianovité zahrnuje 5 druhů ve 4 rodech. Celkem 3 monotypické rody jsou endemity Austrálie. Druh Suriana maritima je rozšířen podél tropických pobřeží téměř celého světa s výjimkou západní Afriky.

## Ekologické interakce
O mechanismu opylování a šíření semen je známo málo. O plodech Suriana maritima se předpokládá, že se šíří mořskou vodou. Vzhledem k tomu, že tento druh osídlil tropická pobřeží téměř celého světa, se jedná o efektivní způsob.

## Taxonomie
Čeleď byla jako samostatná popsána již v roce 1834, později ji Engler vřadil jako podčeleď do čeledi Simaroubaceae.
Cronquist a Dahlgren řadili čeleď Surianaceae do řádu růžotvaré (Rosales),
Tachtadžjan do řádu routotvaré (Rutales). V systému APG byla vřazena do řádu bobotvaré
(Fabales). Rod Suriana má rovněž pohnutou taxonomickou historii a byl postupně řazen do čeledí Crassulaceae, Spiraeaceae, Geraniaceae nebo do samostatné monotypické čeledi Surianaceae.
Australský rod Stylobasis se dvěma druhy byl oddělován do samostatné čeledi Stylobasiaceae.
Podle kladogramů APG je čeleď Surianaceae sesterskou skupinou čeledi vítodovité (Polygalaceae). Rod Recchia byl přeřazen do čeledi Simaroubaceae.

## Zástupci
- suriana (Suriana)[6]

## Význam
Jádrové dřevo Suriana maritima je tvrdé a dobře se leští. Je používáno k výrobě drobných předmětů.
Druh Suriana maritima je používán v medicíně k čištění hnisavých boláků, na revmatismus, krvácení z konečníku,
k zastavení průjmu a na afty.

## Seznam rodů
Cadellia, Guilfoylia, Stylobasium, Suriana